# Hemimorina nubiculata
Hemimorina nubiculata är en fjärilsart som beskrevs av Alpheus Spring Packard 1876. Hemimorina nubiculata ingår i släktet Hemimorina och familjen mätare. Inga underarter finns listade i Catalogue of Life.